# Anciens faubourgs de Paris
Cet article recense les principaux anciens faubourgs de Paris.
Les faubourgs étaient les quartiers « fors le bourg » (du latin foris, « en dehors », et bourg), donc en dehors des murs ou au-delà des portes d'une ville.

## Les neuf faubourgs de Paris à la fin duXVIesiècle
Au sortir des Guerres de religion (fin XVIe siècle), Paris compte autour de l'enceinte de Charles V neuf faubourgs : cinq sur la rive gauche et quatre sur la rive droite, dont trois au nord et un à l'ouest :
- Le Faubourg Saint-Germain
- Le Faubourg Saint-Michel
- Le Faubourg Saint-Jacques
- Le Faubourg Saint-Marcel
- Le Faubourg Saint-Victor
- Le Faubourg Saint-Martin
- Le Faubourg Saint-Denis
- Le Faubourg Montmartre
- Le Faubourg Saint-Honoré

Villeneuve-sur-Gravois, faubourg situé entre Bonne-Nouvelle et Montmartre, avait été détruit en 1562 lors des guerres de religion.

## Les quatorze faubourgs de Paris à la fin duXVIIesiècle
| Montmartre Richelieu Saint-Antoine Saint-Denis Saint-Germain Saint-Honoré Saint-Jacques Saint-Lazare Saint-Laurent Saint-Marceau Saint-Martin Saint-Michel Saint-Victor Temple |

Quatorze faubourgs sont annexés à la ville de Paris par un édit de décembre 1701, confirmé par un arrêt du Conseil de février 1702 et une déclaration du roi, :
- le faubourg Montmartre
- le faubourg Richelieu
- le faubourg Saint-Antoine, autour de l'abbaye Saint-Antoine-des-Champs
- le faubourg Saint-Denis
- le faubourg Saint-Germain, au-delà de l'abbaye de Saint-Germain-des-Prés
- le faubourg Saint-Honoré
- le faubourg Saint-Jacques
- le faubourg Saint-Laurent
- le faubourg Saint-Lazare
- le faubourg Saint-Marceau, aujourd'hui appelé faubourg Saint-Marcel
- le faubourg Saint-Martin
- le faubourg Saint-Michel
- le faubourg Saint-Victor, autour de l'abbaye Saint-Victor
- le faubourg du Temple

## Faubourgs plus anciens
- le faubourg Saint-Médard

## Faubourgs plus récents
- le faubourg de la Conférence
- le faubourg de l'Observatoire
- le faubourg Poissonnière

## Liste des voies de Paris portant le nom d'un faubourg
Huit rues de Paris conservent une appellation rappelant leur appartenance passée à un faubourg :
- la rue du Faubourg-Montmartre
- la rue du Faubourg-Poissonnière
- la rue du Faubourg-Saint-Antoine
- la rue du Faubourg-Saint-Denis
- la rue du Faubourg-Saint-Honoré
- la rue du Faubourg-Saint-Jacques
- la rue du Faubourg-Saint-Martin
- la rue du Faubourg-du-Temple

## Liste des quartiers administratifs de Paris portant le nom de faubourg
Deux des quatre-vingts quartiers administratifs de Paris portent le nom d'un faubourg :
- le quartier du Faubourg-Montmartre
- le quartier du Faubourg-du-Roule